# 德清县
德清县，古稱餘不，为中国浙江省下辖县份，隶属湖州市管辖。德清县辖域总面积为935.9平方公里，德清位于长三角中心地带，界于湖州与杭州二市之间，东邻上海市和嘉兴市，北接苏南和湖州市城区，南部紧邻杭州，为长江三角洲城市群成员之一。縣人民政府駐武康镇千秋东街1号。

## 地理
浙江省德清县地处长江三角洲杭嘉湖平原西部，地处30°261′—30°421′，东经119°451′—120°211′，东望上海，南接杭州、北靠湖州、西枕天目山麓。县内水网密布，地势呈西高东低。西部为天目山余脉而成的丘陵山区，有著名的莫干山风景区以及德清下渚湖 （页面存档备份，存于）国家湿地公园，中部为丘陵，东部为水乡泽国。东部平原为主要人口聚集地和农产品产地。东苕溪为县内重要航道，京杭大运河在县东郊穿过。

### 气候
属亚热带湿润季风区，温暖湿润，四季分明，年平均气温为13—16℃，最冷月（1月）平均气温3.5℃热月（7月）平均气温28.5℃。平均降水量1379毫米，6月为梅雨期。

### 资源
主要矿藏有萤石、石煤、白云岩、石灰岩、花岗岩以及磁铁矿、铌铁矿、褐铁矿等18种。主要木本植物有竹、松、杉等500余种，动物有鱼、虾、蟹、猪、牛、羊、兔、豺、狼、豹、水獭等。德清山河毓秀，土地肥沃，特产富庶，素有“名山之胜、鱼米之乡、丝绸之府、竹茶之地”的美称。

## 交通
公路： 104国道、09省道、 杭宁高速公路、 申嘉湖高速，杭州第二绕城高速。
铁路：宣杭铁路、宁杭高铁。
- 商杭客运专线：德清站

航路：长湖申航道。

## 历史
德清为良渚文化的发祥地之一，也是古代防风国的故里，县境周初隶吴，春秋属越，越灭属楚。秦汉两代，为乌程、余杭县南疆北境。三国吴黄武元年（公元222年）立永安县，因永安溪而得名，隶吴兴郡。晋太康元年（公元280年），改为武康县。唐天授二年（公元691年）析武康东境17乡立武源县，后又更名德清县。此后武康、德清两县长期并存。1958年两县合并，名德清县，县治在城关镇。1994年县治搬至武康镇。

## 政治
2013年9月30日，德清县作为浙江省首个实施户籍管理制度改革的试点县启动了户籍制度改革，从当日起，德清县建立统一的户口登记制度，取消农业、非农业户口划分，统一登记为“浙江居民户口”。

## 行政区划
德清县下辖5个街道办事处、8个镇：
武康街道、舞阳街道、阜溪街道、下渚湖街道、康乾街道、乾元镇、新市镇、洛舍镇、钟管镇、雷甸镇、禹越镇、新安镇和莫干山镇。

## 人口
根據第七次全国人口普查結果顯示：全县常住人口为548568人，与2010年第六次全国人口普查的491789人相比，十年共增加 56779人，增长11.55 %，年平均增长率为1.10 %。
户籍人口42.8万人（2009年）。

## 经济
德清县经济较为发达，为全国最具实力的县市之一，其综合竞争能力2010年位居浙江省县（市）的第十六位，全国百强县（市）的第四十五位，2009年GDP总量202.4亿元（折合29.6亿美元）。德清为全国首批沿海对外开放县，浙江省首批实现小康和基本实现现代化县（市）之一，多次入选全国社会经济综合实力百强县。目前一二三产比例为1：6：3。
农业：古代德清为重要的粮油和丝绸产地，淡水鱼和毛竹产量一直位居全国前列，而且生丝产量巨大。特色农产品有早园笋、湖羊、蚕丝、淡水珍珠和花鳖等。德清拥有全国最大的毛竹集散市场。
工业：化工、机械电子、粮油食品、新型建材为支柱产业。是全国重要的化工原料和建材产地，有全国最大的制伞和制笔基地，另外德清拥有湖州市最大的企业——升华集团。
第三产业：目前房地产、物流、旅游业发展迅速。

## 旅游
- 莫干山 中国四大避暑胜地之一
- 下渚湖 江南最大湿地，珍禽朱鹮放养地。
- 新市古镇